# Tipula (Eumicrotipula) nolens
Tipula (Eumicrotipula) nolens is een tweevleugelige uit de familie langpootmuggen (Tipulidae). De soort komt voor in het Neotropisch gebied.